# Copelatus bolivianus
Copelatus bolivianus är en skalbaggsart som beskrevs av Guignot 1957. Copelatus bolivianus ingår i släktet Copelatus och familjen dykare. Inga underarter finns listade i Catalogue of Life.